# Museo de Arte (Avellino)
El MdAO - Museo de Arte (en italiano: Museo d’arte) es un museo de Arte moderno y de arte contemporáneo localizado en Avellino Italia.

## Historia
El Museo nace de la pasión de un grupo de amigos que habían comenzado a pensar en el diseño de un museo de arte en noviembre de 1992, que fueron impulsados y alentados por el historiador de arte Basilio Orga.
Con la ayuda de algunos conservadores de museos comenzaron a desarrollar un proyecto para la transformación de una galería de la familia en un museo abierto al público. Por lo tanto, era posible producir una colección de obras de arte moderno y contemporáneo, que se convirtió en el núcleo del Museo. En septiembre de 1993, el proyecto para el museo de arte estaba listo y en diciembre de 1994 se construyó el museo. El museo fue abierto al público por primera vez el 2 de enero de 1995.

## Colección
La colección permanente de museo incluye obras de arte moderno y de arte contemporáneo.
Cuenta artistas italianos e internacionales.
Una característica que une las obras de la colección permanente del museo es la atención a la imagen, de hecho, la mayoría de las obras son figurativas presentación.
Las obras originales incluyen esculturas, dibujos, acuarelas, óleos, técnica mixta y múltiples (aguafuertes, litografías y serigrafías).

## Autores y obras
Los principales autores y sus obras en exposición:

### SigloXIX
- Saverio Francesco Altamura (1822-1897): Ritratto di scolaretta a Capri (1893);
- Giovanni Battista (1858-1925): Pescatori sulla scogliera (1886), Pescatori a Sorrento (1892);
- Pietro Bouvier (1839-1927): La cacciagione (1897);
- Gabriele Carelli (1820-1900): Convento dei Cappuccini, Amalfi (1899);
- Giovanni Colmo (1867-1947): Alberi intrecciati (1915);
- Antonio Coppola (1850-1916): Napoli pescatori (1876);
- Achille D'Orsi (1845-1829): Scugnizzo: acquaiolo (1915);
- Walter Duncan (1848-1932): Fanciulla nel bosco (1898), Venditrice di fiori a St. Martin in the Fields (1919);
- Gaetano Gigante (1770-1840): Assunzione della Vergine (1815);
- Vincenzo Irolli (1860-1949): La guardianella (1930);
- Salvatore Petruolo (1857-1946): Paesaggio innevato (1874);
- Oscar Ricciardi (1864-1935): Costiera Amalfitana (1923);
- Raffaele Tafuri (1857-1929): Angolo di Pedavena (1910), Tetti (1920);
- Vincenzo Volpe (1855-1929): Donna con chitarra (1895).

### SigloXX
- Francesco Cangiullo (1884-1966): In città (1953);
- Carlo Carrà (1881-1966): Onde (1924) e Bagnate (1924);
- Giorgio de Chirico (1888-1978): I fuochi sacri (1929), Gli archeologi (1969), I mobili nella valle (1971);
- Pietro D’Achiardi (1879-1940): Paesaggio di Lorenzana con calesse (1937);
- Pierre Laprade (1875-1931): Amour et Psyché (1925);
- Atanasio Soldati (1896-1953): Composizione (1949);

- Ugo Attardi (1926-2006): Il viaggio di Ulisse (1990-2000);
- Antonio Corpora (1909-2004): Il cielo sugli alberi (1994);
- Salvatore Fiume (1915-1997): Natività (1995);
- Emilio Greco (1913-1995): Aretusa (1989);
- Renato Guttuso (1911-1987): Natura Morta (1981);
- Michelangelo Pistoletto (1933): Frattale bianco 4155372973840013258495611017395261542 (1999-2000);
- Ernesto Treccani (1920-2009): Maternità (1980-1990);
- Ezelino Briante (1901-1971): Porto di Torre del Greco (1965);
- Remo Brindisi (1918-1996): Guerriero (1979);
- Tonino Caputo (1933): Il cortile (1987);
- Lucio Cargnel (1903-1998): Paesaggio di periferia (1963);
- Mario Ceroli (1938): Icosaedro (1980-1999);
- Nino D'Amore (1949): Piano di Sorrento (2014);
- Gianni Dova (1925-1991): Uccello di Bretagna (1990);
- Carmelo Fodaro (1936): Natura morta (1970-1989);
- Felicita Frai (1909-2010): Fiori modesti (1989);
- Giovan Francesco Gonzaga (1921-2007): I due corsieri (1995), Paesaggio Bergamasco (2000);
- Beppe Guzzi (1902-1982): Ville (1970);
- Bruno Landi (1941): Paesaggio (1987);
- Renzo Vespignani (1924-2002): Marta (1982);

### SigloXXI
- Giancarlo Angeloni (1966): Positano chiesa madre (2013);
- Maurizio Delvecchio (1962): Il tramonto e l'attesa (2013);
- Athos Faccincani (1951): Girasoli (2001);
- Alfonso Fratteggiani Bianchi (1952): Colore Blu 23050 (2014);
- Rabarama (1969): Palpit-azione (2010);
- Paola Romano (1951): Luna sospesa bianca (2011).

## Biblioteca y filmoteca
El museo ofrece a sus visitantes y estudiosos acreditan una pequeña biblioteca con libros sobre los autores presentan principalmente en la exposición permanente.
De particular interés es la biblioteca documental o filmoteca con películas sobre el arte italiano, principalmente desde 1200 hasta el presente.

## Didáctica
El museo ofrece a sus visitantes también trabajan con una profunda visión de documentales en video y discursos realizados por los críticos de arte famosas.
El museo para escuelas y grupos especiales de personas crea itinerarios educativos, incluyendo cabe señalar que dedicó a la pintura "Metafísica".